# Hesperophasma planulum
Hesperophasma planulum är en insektsart som först beskrevs av John Obadiah Westwood 1859.  Hesperophasma planulum ingår i släktet Hesperophasma och familjen Pseudophasmatidae. Inga underarter finns listade i Catalogue of Life.